# Кортеж

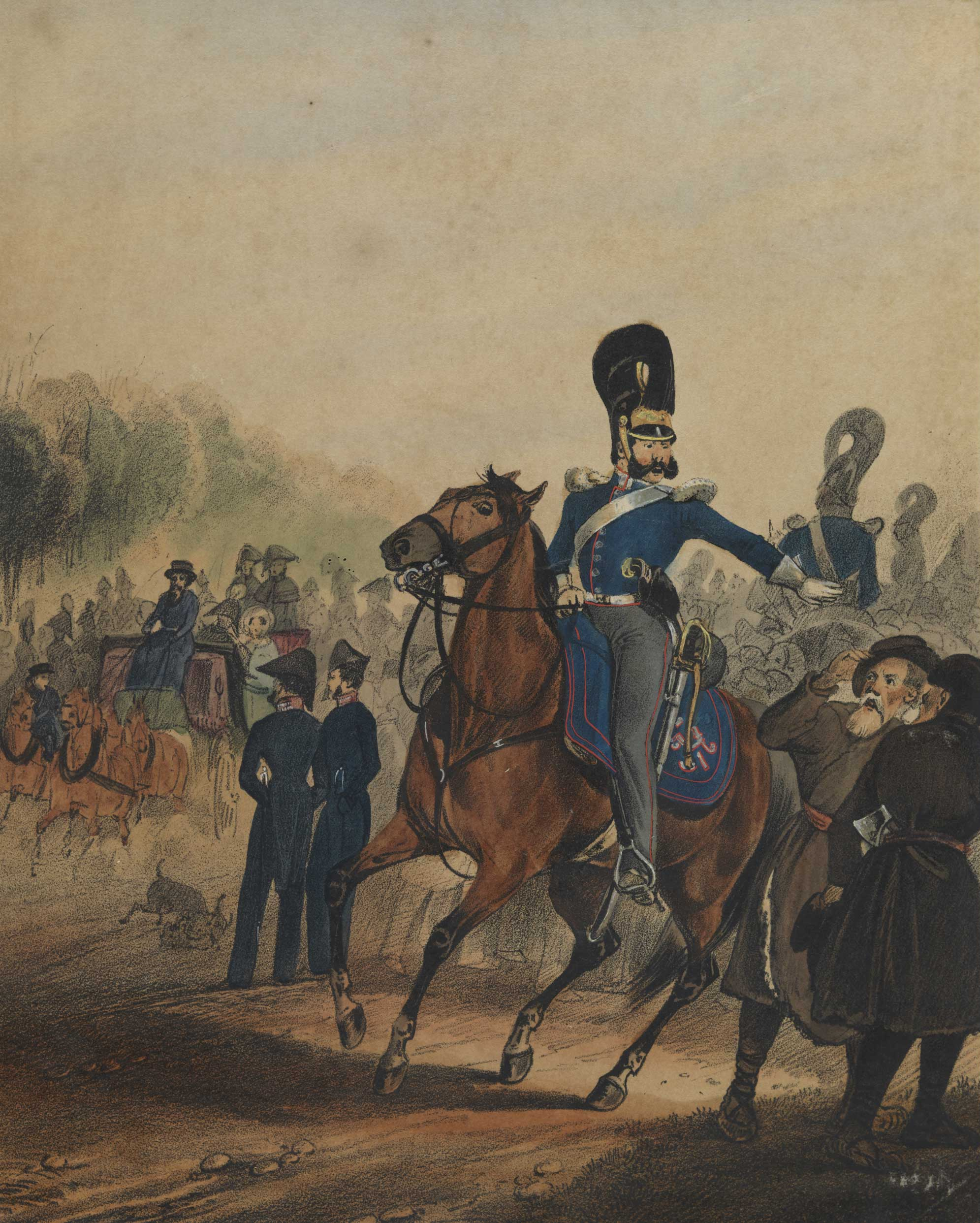
Российские жандармы разгоняют крестьян от дороги проезда царского кортежа. Картина Дитриха Монтена, 1840

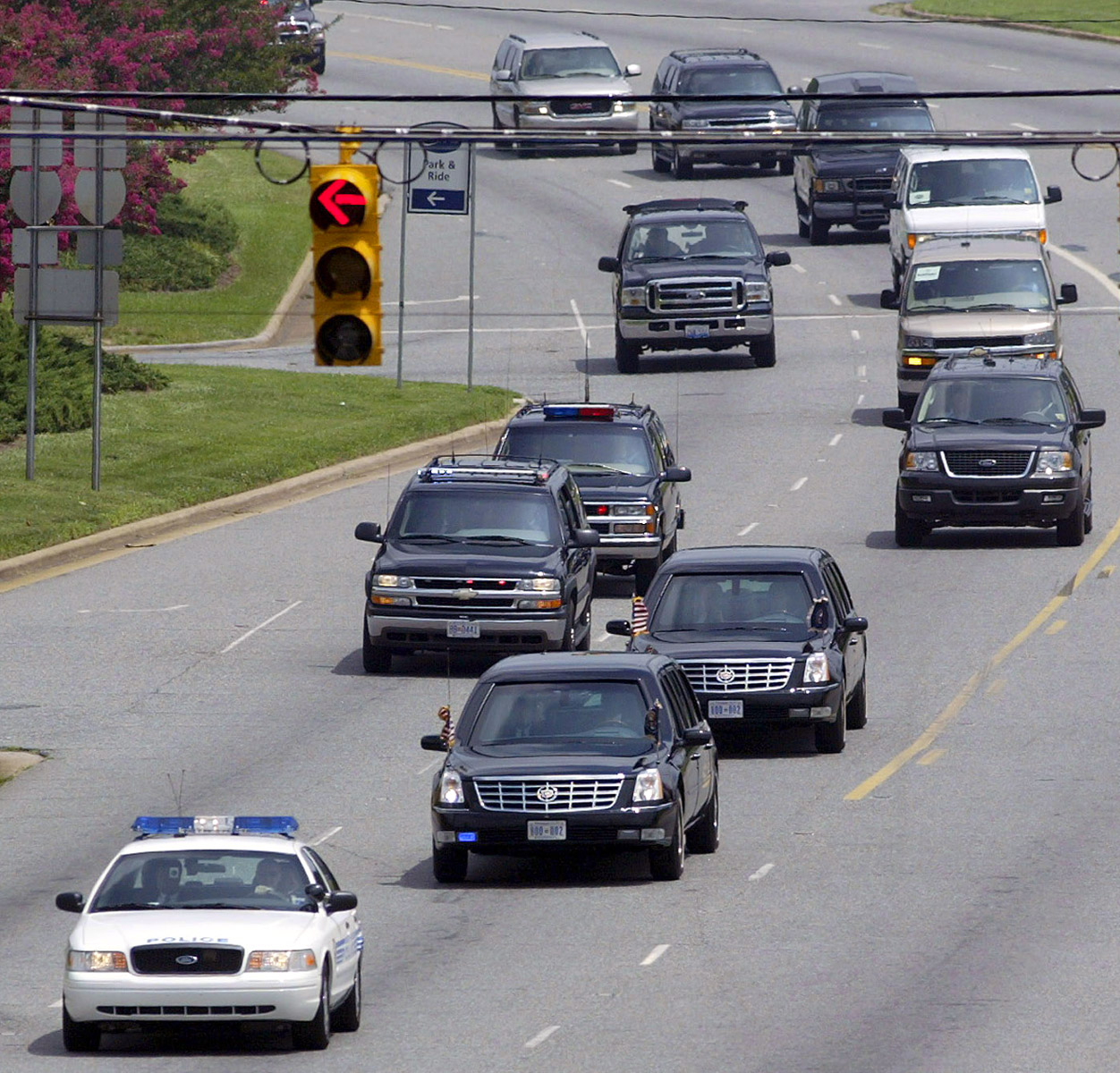
Президентский кортеж Джорджа Буша-младшего, 2005 год

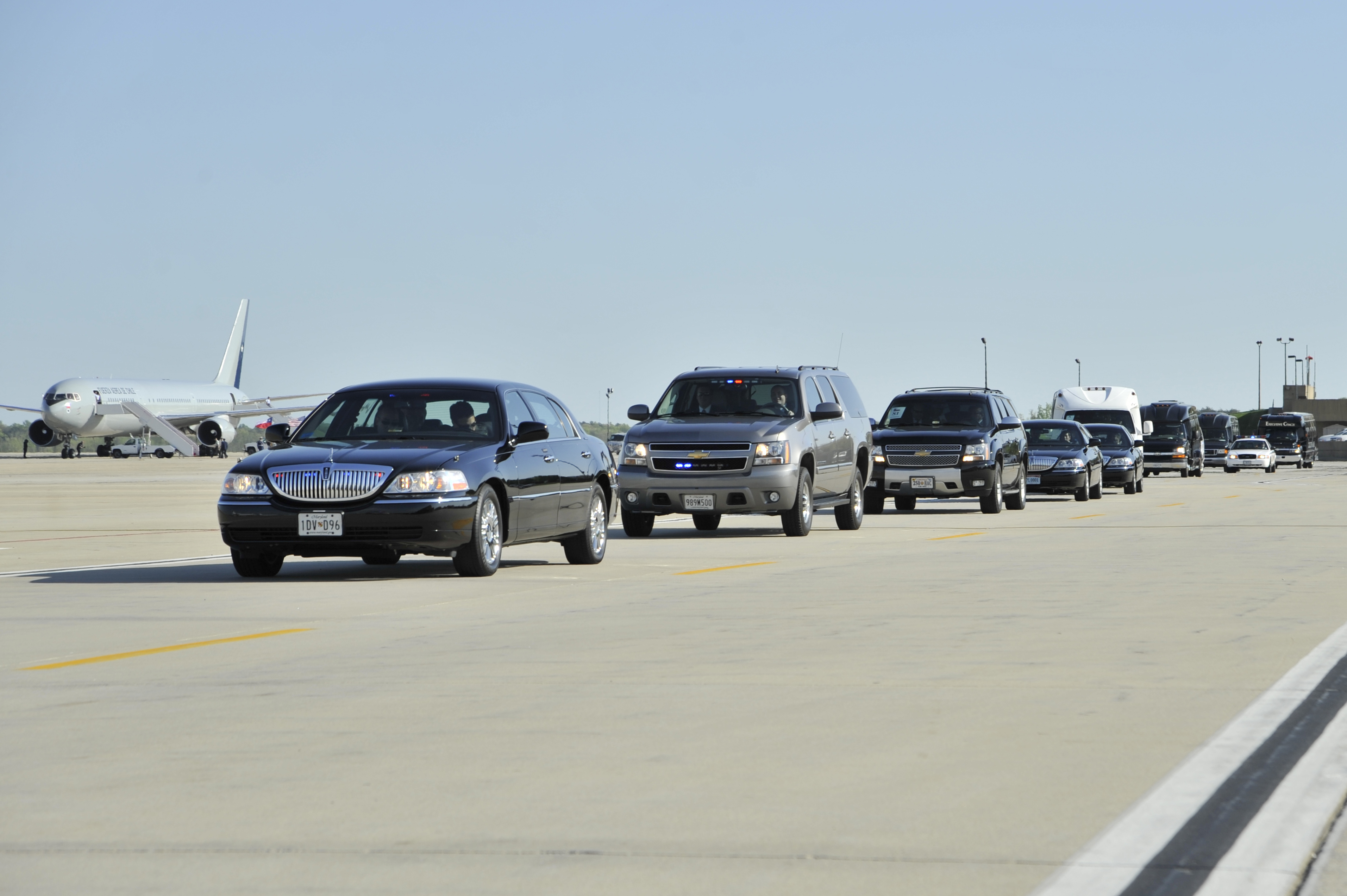
Кортеж Президента Чили Себастьяна Пиньеры

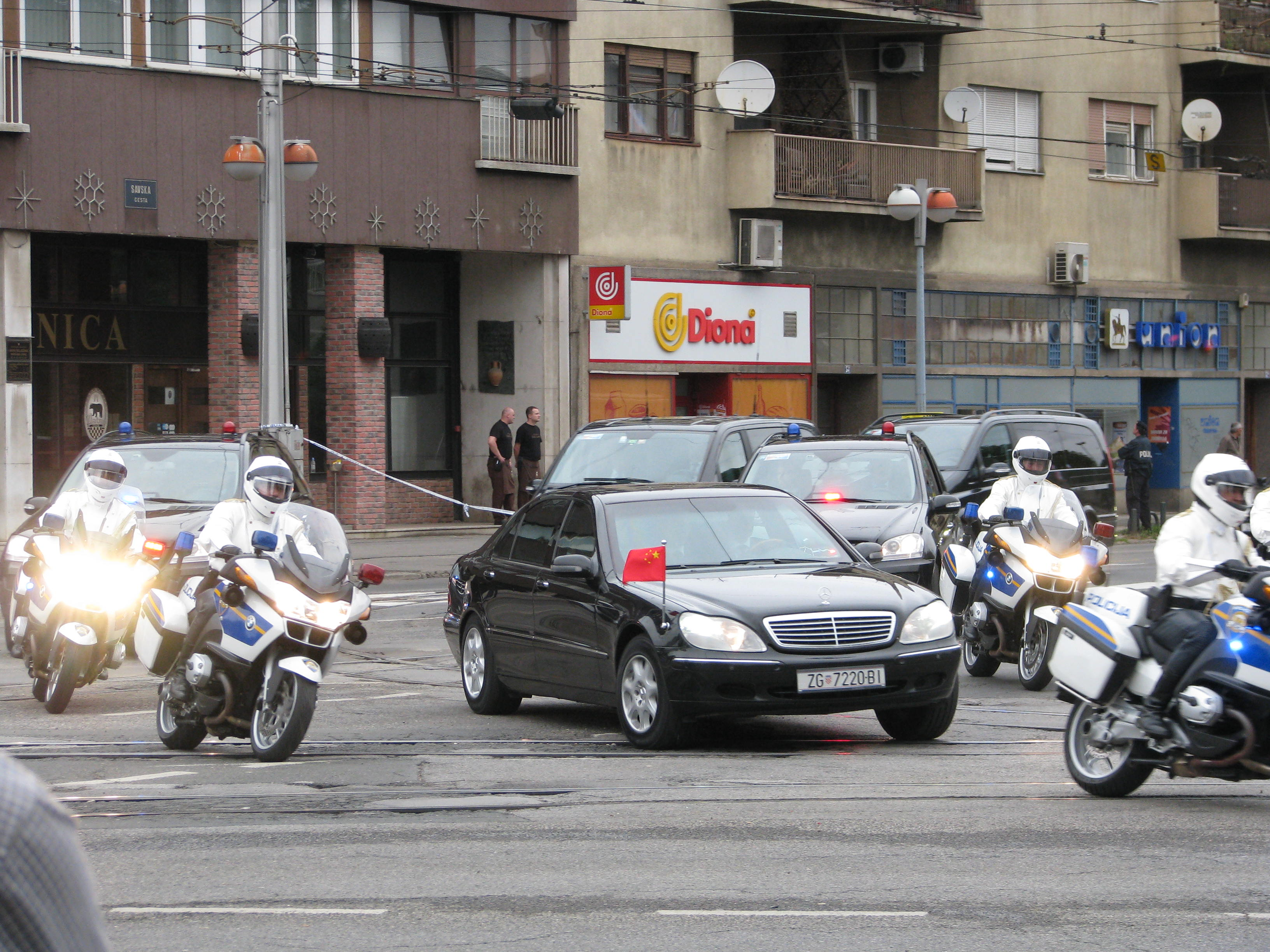
Кортеж Генерального секретаря ЦК КПК Ху Цзиньтао в Загребе, Хорватия

Кортеж Джимми Картера

Корте́ж (фр. cortège — торжественные поезд, шествие или выезд) — многочисленный выезд животных (лошадей, слонов и т.д.) или машинный строй из двух или большего числа транспортных средств, организованный для совместной показательной поездки участников мероприятия, либо для перевозки лиц, нуждающихся в государственной или частной охране.
Кортеж, организованный для коллективных поездок группы лиц в рамках общего мероприятия непосредственно перед самим мероприятием, называется гражданским. Кортеж, однажды сформированный и регулярно используемый для беспрепятственной и безопасной доставки в пункт назначения важной персоны, называется служебным. Структурно, в любом кортеже, как служебном, так и гражданском, имеется основная машина. Основной машиной считается та, в которой едет охраняемое лицо, а при отсутствии охраняемого лица, старший по кортежу (это может быть и водитель), либо наиболее почётные пассажиры кортежа.

## Гражданские кортежи
Гражданские кортежи, в отличие от служебных, используются исключительно в демонстративных целях для церемониальных поездок и в акциях протеста.
Примерами церемониальных поездок являются свадебные и похоронные кортежи, парады ретромобилей, кортежи религиозных фанатов и спортивных болельщиков.
Кортеж, организованный по случаю бракосочетания, называется свадебным.
Кортеж участников похоронной процессии, называется похоронным, траурным или скорбным. Формирование и обслуживание траурных кортежей на публичных похоронах осуществляется работниками ритуальных служб. В случае пешей похоронной процессии похоронный кортеж движется со скоростью пешеходов впереди колонны скорбящих. Основной машиной в похоронном кортеже является автокатафалк. С целью обеспечения безопасности в похоронной процессии могут участвовать полицейские автомобили или мотоциклы сопровождения, которые движутся в начале и конце колонны. При этом маршрут согласовывается с местной инспекцией безопасности дорожного движения.
Эшелонирование транспортных средств в больших похоронных кортежах осуществляется с допущениями по следующей схеме:
- Автомобиль или мотоциклы дорожной полиции (с включёнными проблесковыми маячками).
- Автомобиль для членов почётного караула.
- Открытый или закрытый автомобиль с надгробными конструкциями и траурными венками.
- Автокатафалк, везущий гроб или носилки с телом покойного и его портрет.
- Автомобили для близких родственников покойного (в случае применения лафета) и представителей духовенства.
- Автобусы для участников погребения.
- Индивидуальный транспорт участников погребения.
- Автобус для оркестра.
- Транспорт присоединившихся участников.
- Автомобиль или мотоциклы дорожной полиции.

Наличие в кортеже машин дорожной полиции с включёнными проблесковыми маячками и траурного декора на машинах ритуальной службы освобождает водителей траурной колонны от соблюдения правил дорожного движения, касающихся преимущества проезда, на общих основаниях.
В качестве протеста против чего-либо большая организованная группа транспортных средств может ездить по запланированному маршруту на очень малой скорости с целью преднамеренного замедления дорожного движения. Этот способ протеста предпочитают использовать социальные группы, массово владеющие транспортными средствами, такие как водители грузовиков, фермеры, таксисты. Например, кортежи недовольных использовались в 2005 году в Великобритании в протесте против повышения цен на топливо; с ноября 2013 по февраль 2014 года в протесте против действующей власти Украины в рамках Евромайдана, которое получило название Автомайдан.
В сельской местности практикуется использование гражданских кортежей, составленных из гужевого транспорта.

## Служебные кортежи
Клиентами служебных кортежей являются высокопоставленные государственные служащие, руководители крупных организаций, популярные деятели искусства, служащие следственных, судебных и пенитенциарных учреждений, которым угрожают расправой, и лидеры криминальных сообществ.
Служебные кортежи состоят из нескольких транспортных средств, среди которых машины с сотрудниками службы охраны и правоохранительных органов, главной задачей которых является обеспечение безопасности охраняемых пассажиров. Кортежи для глав государств и глав правительств могут состоять из нескольких десятков машин.
Движение машин служебного кортежа осуществляется по заранее утверждённому протоколу и плану основного маршрута с учётом действующих инструкций. На случай возникновения на основном маршруте чрезвычайной ситуации предусматриваются запасные маршруты. В отсутствие опасности для охраняемой персоны отклонение кортежа от основного маршрута не допускается. Координация действий водителей и охранников в служебном кортеже осуществляется по внутренней оперативной связи.
В целях максимальной профилактики дорожно-транспортных происшествий с участием кортежей и нападений на кортежи, а также в зависимости от их размеров и значимости их пассажиров, маршруты кортежей могут быть частично или полностью освобождены дорожной полицией от транспортных потоков. В международной практике этот метод безопасности применяется только для кортежей глав государств, правительств и религиозных конфессий. При разработке маршрутов для служебных кортежей стараются по возможности избегать железнодорожных переездов, длинных, узких и разводных мостов, горных серпантинов, путепроводов, тоннелей, ледовых и паромных переправ, в гололедицу — участков дорог с крутыми подъёмами и спусками, а также тех дорог, на которых на время проезда образуются заторы.
По источнику финансирования служебные кортежи подразделяются на государственные и частные (негосударственные).

#### Государственные кортежи
Государственным является кортеж, который финансируется государством и обслуживает лицо, охраняемое государством. Государственные кортежи обслуживают высокопоставленных государственных чиновников, вельмож, лидеров религиозных организаций и тех госслужащих, которым угрожает опасность расправы.
В Российской Федерации главные государственные кортежи страны организуются на базе Гаража особого назначения (ГОН) Федеральной службы охраны. Сотрудники ГОНа обслуживают лиц, подпадающих под действие федерального закона России «О государственной охране». В список охраняемых государством лиц включены семь чиновников высшего ранга:
- Президент Российской Федерации,
- Председатель Правительства Российской Федерации,
- Председатель Совета Федерации,
- Председатель Государственной думы,
- Председатель Конституционного Суда Российской Федерации,
- Председатель Верховного суда Российской Федерации,
- Генеральный прокурор Российской Федерации.

Указанные лица обеспечиваются услугами кортежей государственной охраны на весь срок выполнения ими своих полномочий.
Решением Президента России, государственные служебные кортежи могут предоставляться сенаторам, депутатам Госдумы и другим государственным служащим федерального уровня, которые по объективным причинам нуждаются в охране.

#### Частные кортежи
Частным является кортеж, который финансируется из частных средств нанявшего его клиента. Среди клиентов частных кортежей в основном руководители крупных учреждений, состоятельные предприниматели, магнаты, лидеры криминальных сообществ.

## Состав и структура служебных кортежей
Типы используемых в моторизованных кортежах транспортных средств: лимузины, кабриолеты, фаэтоны, седаны, мотоциклы, кроссоверы, вседорожники (джипы), микроавтобусы, автобусы, фургоны, тягачи.
После убийства американского президента Джона Кеннеди, который ехал в составе кортежа на кабриолете, охранные ведомства по всему миру стараются не использовать в государственных кортежах автомобили с открытым верхом.
Количественно-типовой состав кортежа зависит от:
- способов доставки транспортных средств к месту выезда;
- цели и характера поездки;
- количества едущих вместе с охраняемым лицом охранников, гостей, обслуживающего персонала и представителей СМИ;
- длины, изученности и топографических особенностей маршрута;
- общей политической и социальной обстановки в районах пролегания маршрута.

Структурно в больших государственных кортежах различают 4 группы машин: предшествующая, основная, дополнительная и замыкающая.

### Предшествующая группа государственного служебного кортежа
В состав предшествующей группы кортежа (авангарда) входят местные полицейские на патрульных мотоциклах (мотоэскорт) и автомобилях. Они очищают путь от едущего по нему и въезжающего на него транспорта, обеспечивают оптимальную скорость и непрерывность движения кортежа, контролируют любую подозрительную активность на пути его следования. О любых замеченных на маршруте подозрительных объектах полицейские докладывают по оперативной связи экипажам машин основной группы. Также полицейские могут регулировать движение на перекрёстках для обеспечения быстрого проезда попутного кортежу транспортного потока. При парадных выездах мотоэскорт двигается в составе основной группы кортежа, выполняя функцию прикрытия.

### Основная группа государственного служебного кортежа
В состав основной группы входят машина радиоэлектронной разведки и радиопомех («сторожевая башня»), основная машина («упаковка») с машиной-дублёром и машины прикрытия («бронированная дивизия» и мотоэскорт):
- «Сторожевая башня». Для особо привлекательных целей (глав государств и правительств, диктаторов, магнатов бизнеса) есть машины с установленными на них навороченными сканерами и передатчиками, которые в процессе движения определяют наличие на маршруте огнестрельного оружия, запущенных ракет и заглушают радиоволны. Благодаря такой спецмашине в 2003 году генератор радиопомех спас президента Пакистана Первеза Мушаррафа, заблокировав сигнал, передаваемый бомбе под мостом.
- «Упаковка» с «дублёром». Вип-персона надёжно размещается в бронированном лимузине в середине колонны, в идеале в 230 метрах позади головной машины. По стандартной процедуре для перевозки политических лидеров применяются два или три одинаковых лимузина для запутывания диверсантов по принципу трёхкарточного Монте на всём протяжении маршрута. В США в качестве основной машины федералы предпочитают Cadillac DTS, но большинство сановников в мире ездят на Mercedes S600 и BMW 7-й серии. Все они имеют достаточно брони, чтобы остановить пули мощной винтовки.
- «Бронированная дивизия». Сзади либо вокруг основной машины следуют бронированные вседорожники с сотрудниками органов безопасности, которые вооружены несколькими видами стрелкового и переносного огнестрельного оружия. При парадных выездах по бокам и впереди основной машины (клином) едут сотрудники мотоциклетного эскорта. Машины прикрытия с огневой поддержкой следуют рядом с основной, чтобы при необходимости максимально эффективно защитить лимузин с охраняемым лицом от атаки и обстрела нападающими. Показателен пример зимбабвийского президента Роберта Мугабе, который ездил в сопровождении пикапов Nissan с местной пехотой. В случаях нападения на государственные кортежи, их «бронированные дивизии» во всём мире имеют полномочие стрелять на поражение.

### Дополнительная группа государственного служебного кортежа
Экипажи дополнительной группы. В дополнительной группе кортежа находятся бригада скорой медицинской помощи, команда спецназа, команда сапёров по нейтрализации взрывных устройств. Далее следуют фургоны спутниковой связи и работников СМИ, которые осуществляют информационную поддержку охраняемой персоны.

### Замыкающая группа государственного служебного кортежа
В замыкающей группе (арьергарде), как и в предшествующей, работают полицейские экипажи, которые прикрывает кортеж с конца, чтобы никто не мог пробраться в автоколонну и произвести атаку сзади. В случае попытки тылового проникновения в кортеж постороннего транспортного средства замыкающие должны любым способом помешать нарушителю это сделать, вплоть до принуждения его к полной остановке.

## Происшествия

### Кортеж президента США Джона Кеннеди
22.11.1963, 12:30. США, штат Техас, г. Даллас, район Дили-Плаза, Элм-стрит. Направление: из далласского аэропорта Лав-Филд в выставочный центр Далласа, где был намечен торжественный банкет. Тёплая солнечная погода. Основной автомобиль: шестиместный кабриолет Lincoln Continental 1961 года без пластиковой крыши, которую сняли, чтобы горожане могли видеть своего президента. В основном автомобиле, ближе к голове кортежа, ехали агенты Секретной службы США Уильям Грир (за рулём), Рой Келлерман (рядом с водителем), губернатор Техаса Джон Конналли с супругой Нелли (на средних сидениях) и Джон Кеннеди с супругой Жаклин (на задних сидениях). За основным автомобилем ехал кабриолет «Кадиллак» с сотрудниками Секретной службы, по бокам — мотоциклы эскорта. Скорость кортежа 18 км/ч. Джон Кеннеди был ранен сзади двумя выстрелами с интервалом в 5 с в спину и голову. Стреляли из крайнего правого окна шестого этажа семиэтажного здания № 411, арендованного Техасским школьным книгохранилищем. Одной из пуль был ранен сидевший впереди Кеннеди Джон Конналли. Выстрелы сделаны из карабина «Каркано M91/38» калибра 6,5 мм итальянского производства с телескопическим прицелом. Через 5 минут Д. Ф. Кеннеди был доставлен этим же лимузином в Парклендский госпиталь, расположенный в четырёх милях от места ранения, где скончался. В убийстве был заподозрен Ли Харви Освальд, который сам был убит 24 ноября при выводе его из полицейского участка. Поэтому виновность Освальда никогда не была доказана или опровергнута в суде. Все данные до сих пор засекречены. Находящиеся в открытом доступе свидетельства не подтверждают официальные заключения...
Ошибки службы охраны
19 ноября в далласских газетах был опубликован маршрут движения кортежа по Далласу, разработанный агентами Секретной службы. В качестве основной машины был использован автомобиль с открытым верхом.

### Кортеж генерального секретаря ЦК КПСС Леонида Брежнева
22.01.1969, 14:03—14:15. СССР, г. Москва, Московский Кремль, ул. Боровицкая. Кортеж двигался из аэропорта Внуково к Кремлёвскому дворцу съездов, в котором предстояло чествование героев-космонавтов В. А. Шаталова, Б. В. Волынова, А. С. Елисеева и Е. В. Хрунова, совершивших первую в мире стыковку двух пилотируемых космических аппаратов «Союз-4» и «Союз-5». Маршрут пролегал по Киевскому шоссе, Ленинскому проспекту, Большой Якиманке и улице Боровицкой. Температура воздуха −30 C°. Недалеко от Кремля, у кинотеатра «Ударник», кортеж совершил остановку для пересадки космонавтов из закрытой машины в открытую, чтобы собравшиеся на тротуарах Якиманки и Боровицкой граждане могли лучше видеть своих новых героев космоса. После пересадки порядок расположения экипажей не изменился, но была уменьшена скорость движения. Во главе кортежа клином двигались 7 мотоциклов. За ними следовал ЗИЛ-111Д с водителем, офицером охраны и космонавтами Шаталовым, Волыновым, Елисеевым, Хруновым. Во второй машине ЗИЛ-111 находились водитель — старший сержант И. Жарков, рядом с водителем охранник — капитан 9 отдела КГБ Г. Романенко, и четыре космонавта: слева, за водителем, — А. А. Леонов и Георгий Береговой, справа, за охранником, — В. В. Терешкова и А. Г. Николаев. Третьим автомобилем был ещё один ЗИЛ-111, четвёртым ехал лимузин ЗИЛ-114 (1967 года) с генсеком Л. И. Брежневым. Далее следовало ещё несколько представительских автомобилей. Первые пять лимузинов с обеих сторон сопровождались мотоциклами почётного мотоэскорта по 2 на каждую машину.
В 14 часов у Боровицкой башни раздаются крики из толпы: «Едут!». Кортеж начал въезжать через арку башни в Кремль. Когда в ворота въехала вторая машина, стоявший на удалении двенадцати метров и справа от ворот молодой человек в форме сержанта милиции — В. И. Ильин — высунул из рукавов шинели два заранее спрятанных пистолета Макарова (калибр 9 мм) и начал быстро стрелять по ней. Услышав звуки стрельбы и попадающих в машину пуль, космонавты пригнулись, а охранник Романенко скомандовал водителю быстрее уезжать. Но машина вместо ускорения начала плавно замедляться, съезжая с дороги вправо. Так машина проехала около 30 м, пока Романенко не остановил её ручным тормозом. Водитель И. Е. Жарков был смертельно ранен в шею. В тот день он, по просьбе начальства Гаража особого назначения, подменял своего заболевшего коллегу. Леонову пуля прошила шинель, Берегового сильно посекло осколками стекла, а Николаеву пуля процарапала спину.
В это время первая машина и сопровождавшие её 9 мотоциклов продолжили движение. Стоявшие в первой машине космонавты обернулись назад на звуки стрельбы. Один из догнавших их со стороны обстрела мотоциклистов старший сержант 9-го управления КГБ В. Зацепилов был ранен в левое плечо, когда временно закрывал обзор Ильину. Стрельба прекратилась только после того, как Ильин полностью разрядил магазины пистолетов. Далее, младший лейтенант 9-го управления Ягодкин, подбежав к Ильину, приёмом самбо сбил его с ног. Ильин упал на тротуар и потерял сознание. Машины кортежа объезжали с двух сторон обстрелянный лимузин. Две машины, ехавшие за лимузином Брежнева, остановились около обстрелянной, чтобы увезти космонавтов. Через средства связи была объявлена боевая тревога. Кремль полностью перекрыли для выявления возможных сообщников Ильина.
После фиксации обстановки на месте происшествия, задержанного (в бессознательном состоянии) увезли в медслужбу Арсенала Московского Кремля. Там Ильина привели в чувство и допросили. На один из вопросов офицера кремлёвской охраны В. Редкобородова Ильин ответил примерно следующее: «Я из династии Романовых. Приехал в Москву, чтобы убить генерального секретаря». В ходе следствия Ильин заявил, что был воодушевлён поступком Л. Х. Освальда — убийцы президента США Кеннеди. Что касается выбора цели для обстрела, то по словам Ильина, он выбрал вторую машину не из-за схожести лица космонавта Берегового с лицом Брежнева, как ошибочно думали многие, а исключительно положившись на свою логику. Ильин не высматривал лиц пассажиров сквозь стёкла лимузина. Просто он думал, что Брежнев едет во второй машине. По итогам следствия, 12 пуль попали в машину, ранив двоих пассажиров и убив водителя, одна пуля ранила мотоциклиста, одна пробила будку охраны, две улетели выше цели.
По прибытии во Дворец съездов, Брежнев успокоил космонавтов, сказав им, что убить пытались вовсе не их, а его — генерального секретаря ЦК КПСС. Брежнев был настолько потрясён случившимся, что не смог сам открыть торжественное мероприятие. Со своей поздравительной речью он выступил только после того, как узнал из записки о поимке преступника. Поскольку происшествие частично было показано в прямом эфире советского телевидения, засекретить его не удалось. Виктор Ильин был признан невменяемым и приговорён к длительному принудительному психиатрическому лечению. По официальной версии Ильин покушался на космонавтов.
Ошибки службы охраны
Машины не были бронированными, из-за того, что генсек обожал быструю езду и не любил тяжёлые, инертные пуленепробиваемые автомобили. Для дежуривших на Боровицкой улице офицеров КГБ и милиционеров «сержант милиции» Ильин не был знаком, но этому не придали значения, понадеявшись на то, что его знают сотрудники одного из двух отделений милиции, одновременно дежуривших в районе Кремля. Милиционеры оцепления не смогли быстро среагировать на действия Ильина, из-за того, что все стояли лицом в сторону приближения кортежа, вместо того, чтобы стоять лицом к зрителям, наблюдать за ними и друг за другом. При втором варианте расстановки, поворот хотя бы головой кого-либо из постовых в сторону кортежа может расцениваться как нарушение либо незнание инструкции, что увеличивает шансы на предотвращение покушения.

### Кортеж первого секретаря ЦК КПБ, кандидата в члены Политбюро ЦК КПСС Петра Машерова
04.10.1980, 14:35. БССР, трасса Москва—Минск у поворота на птицефабрику. Направление: от Минска к Жодино. Первой ехала машина сопровождения ГАЗ-24 «Волга» белого цвета, без цветографической схемы и спецсигналов, второй — основная машина ГАЗ-13 «Чайка» (госномер 10-09 ММП), третьей — машина ГАИ с включёнными спецсигналами. Скорость кортежа 100—120 км/ч, дистанция между машинами 60—70 м. При приближении кортежа к двум ехавшим друг за другом по внешнему краю встречной полосы самосвалам, из-за первого самосвала МАЗ-503, принадлежавшего автокомбинату № 4 Минского городского управления грузового транспорта, резко выехал другой, ГАЗ-САЗ-53Б экспериментальной базы Жодино. Грузовик был гружён картофелем. «Прикрывающая» «Волга» успела объехать его справа, а основная «Чайка» врезалась. От сильного удара взорвался бензобак лимузина. Погибли все три человека, которые находились в нём: П. М. Машеров, сидевший рядом с водителем, его водитель Е. Ф. Зайцев и сотрудник охраны майор В. Ф. Чесноков. Водитель самосвала Николай Пустовит остался жив; был арестован и приговорён к 15 годам лишения свободы «за нарушение правил дорожного движения, повлёкшее гибель нескольких лиц». Некоторые из сторонников версии о подстроенной аварии заподозрили в качестве заказчика Юрия Андропова, основывая свои подозрения на следующих фактах: за две недели до гибели Машерова было заменено руководство КГБ в Минске. Также был переведён на другую работу руководитель личной охраны П. М. Машерова, тринадцать лет успешно обеспечивавший его безопасность. По показаниям Н. Пустовита, водитель тяжёлого самосвала МАЗ-503 Тарайкович вёл машину странно. Он не уходил в отрыв от машины Пустовита, но и не позволял ему обогнать себя, держа как бы на привязи, чтобы по условному сигналу спровоцировать ДТП, резко затормозив перед самосвалом и вынудив Н. Пустовита выехать на встречную полосу.
Ошибки службы охраны
Охраняемое лицо находилось на переднем сидении лимузина. Водителем у Машерова работал пенсионер с плохим зрением и подорванным здоровьем, который приходил на работу в широком плотном бандаже под рубашкой. Столкновение произошло практически на пересечении со второстепенной дорогой, на которую, при хорошей реакции, водитель мог увести машину, но не увёл. О выезде Машерова не сообщили в областную службу ГАИ, в результате чего на трассе не были выставлены милицейские посты. Головной машиной кортежа была обычная, ничем не выделяющаяся из общего потока, белая «Волга» без спецсигналов.

### Кортеж главы Ингушетии Юнус-бека Евкурова
22.06.2009, 8:40. РФ, Ингушетия, Назрань, 425-й км федеральной трассы «Кавказ», микрорайон «Центр-КамАЗ». Направление: г. Магас. Кортеж: головная — полицейская машина типа седан, основная — бронированный седан «Мерседес-Бенц W220», прикрывающая — бронированный джип «Тойота». В основной машине сзади, рядом с Ю. Евкуровым, ехал начальник службы охраны главы Ингушетии, его младший брат Увайс Евкуров, рядом с водителем Рамзаном Евкуровым сидел личный телохранитель главы республики Мустафа Котиев. За одним из регулируемых сотрудником ДПС поворотов, террорист-смертник на чёрной «Тойоте Камри» (с московскими номерами) развернулся с обочины встречной полосы на маршрут кортежа непосредственно перед его приближением. После того, как расстояние между машинами кортежа и террориста сократилось, одна из машин сопровождения начала по инструкции оттеснять машину террориста к обочине. Но водитель «Камри» совершил манёвр и въехал в середину кортежа, после чего прогремел взрыв. Мощность взрыва составила не менее 70 кг в тротиловом эквиваленте. Водитель и пассажиры получили осколочные ранения и ожоги. Юнус-бек Евкуров, Увайс Евкуров и Рамзан Евкуров благодаря усилиям врачей выжили. Телохранитель Мустафа Котиев, пострадавший сильнее остальных, скончался по пути в больницу.
Ошибки службы охраны
Недостаточно высокая скорость движения кортежа. Отсутствие в кортеже машины с тонированными стёклами, дублирующей основную. Участок трассы «Кавказ» во время проезда главы Ингушетии не перекрывают, машины сопровождения лишь оттесняют посторонние автомобили к обочине. Водитель автомобиля прикрытия не сбил с дороги машину террориста, который не прижался к обочине.